# Biralus satellitius
Biralus satellitius är en skalbaggsart som beskrevs av Herbst 1789. Biralus satellitius ingår i släktet Biralus och familjen Aphodiidae. Inga underarter finns listade.